# Treštanovci
Treštanovci is een plaats in de gemeente Jakšić in de Kroatische provincie Požega-Slavonië. De plaats telt 277 inwoners (2001).